# Турово (Куявсько-Поморське воєводство)
Турово (пол. Turowo, нім. Turnau) — село в Польщі, у гміні Любранець Влоцлавського повіту Куявсько-Поморського воєводства.
Населення — 77 осіб (2011).
У 1975-1998 роках село належало до Влоцлавського воєводства.

## Демографія
Демографічна структура станом на 31 березня 2011 року:
|          | Загалом | Допрацездатний вік | Працездатний вік | Постпрацездатний вік |
| -------- | ------- | ------------------ | ---------------- | -------------------- |
| Чоловіки | 38      | 4                  | 30               | 4                    |
| Жінки    | 39      | 9                  | 23               | 7                    |
| Разом    | 77      | 13                 | 53               | 11                   |